# Metiochodes flavescens
Metiochodes flavescens är en insektsart som beskrevs av Lucien Chopard 1932. Metiochodes flavescens ingår i släktet Metiochodes och familjen syrsor. Inga underarter finns listade i Catalogue of Life.